# Tomos A35
Die Tomos A35 ist ein Moped des ehemaligen slowenischen Herstellers Tomos. Der Motor des A35 wurde von 1991 bis 2006 gebaut und ist Nachfolger des A3.

## Versionen
Der A35 wurde in den Versionen Bullet, Bullet TT, Colibri, Golden Bullet, Sprint, Sprint TT, Targa, Targa LX, Tomos LX, TT Classic und Revival bis zum Jahr 2006 verbaut.

## Motor
Der A35 ist mit einem luftgekühlten Einzylinder-Zweitaktmotor mit 49 cm3 Hubraum bestückt. Dieser Motor leistet 3 kW (4 PS) und liefert ein Drehmoment von 3,4 Nm bei 3.500/min. Die Bohrung und der Hub betragen 38 × 43 mm, bei einer Verdichtung von 10.

## Mopedversionen A35S/L/SL
Zudem brachte Tomos Mopedversionen namens A35, A35S, A35L und A35SL heraus.